# Hopeless Romantics
| Críticas profissionais | Críticas profissionais |
| Avaliações da crítica  | Avaliações da crítica  |
| Fonte                  | Avaliação              |
| ---------------------- | ---------------------- |
| Allmusic               | [ 2 ]                  |

Hopeless Romantics é um álbum do cantor e pianista norte-americano Michael Feinstein acompanhado pelo pianista George Shearing, gravado em 2002 e lançado em 2005 pela Concord Records. O álbum é uma homenagem ao compositor norte-americano Harry Warren.

## Faixas
| N.º            | Título                                                       | Compositor(es)                           | Duração |  |
| 1.             | "I Had the Craziest Dream" (com George Shearing)             | Mack Gordon / Harry Warren               | 3:01    |  |
| 2.             | "You're Getting to Be a Habit with Me" (com George Shearing) | Al Dubin / Harry Warren                  | 3:26    |  |
| 3.             | "This Heart Of Mine" (com George Shearing)                   | Arthur Freed / Harry Warren              | 4:23    |  |
| 4.             | "At Last" (com George Shearinh)                              | Mack Gordon / Harry Warren               | 4:01    |  |
| 5.             | "I'll String Along with You" (com George Shearing)           | Al Dubin / Harry Warren                  | 4:13    |  |
| 6.             | "You're My Everything" (com George Shearing)                 | Mort Dixon / Harry Warren / Joseph Young | 4:04    |  |
| 7.             | "The More I See You" (com George Shearing)                   | Mack Gordon / Harry Warren               | 4:12    |  |
| 8.             | "Serenade in Blue" (com George Shearing)                     | Mack Gordon / Harry Warren               | 4:37    |  |
| 9.             | "I Know Why (And So Do You)" (com George Shearing)           | Mack Gordon / Harry Warren               | 4:37    |  |
| 10.            | "September in the Rain" (com George Shearing)                | Al Dubin / Harry Warren                  | 4:11    |  |
| 11.            | "Shadow Waltz" (com George Shearing)                         | Al Dubin / Harry Warren                  | 3:43    |  |
| 12.            | "There Will Never Be Another You" (com George Shearing)      | Mack Gordon / Harry Warren               | 3:19    |  |
| 13.            | "I Only Have Eyes for You" (com George Shearing)             | Al Dubin / Harry Warren                  | 4:45    |  |
| 14.            | "You'll Never Know" (com George Shearing)                    | Mack Gordon / Harry Warren               | 3:52    |  |
| 15.            | "You're My Everything" (com George Shearing)                 | Mort Dixon / Harry Warren / Joseph Young | 3:05    |  |
| Duração total: | Duração total:                                               | Duração total:                           | 59:29   |  |

## Ficha técnica
- Michael Feinstein - vocais
- George Shearing - piano